# TD Garden
TD Garden, numită adesea The Garden, este o arenă polivalentă din Boston, Massachusetts. Aceasta este numită după sponsorul său, TD Bank, o filială a Toronto-Dominion Bank din Canada. S-a deschis în 1995 ca înlocuitor pentru originalul Boston Garden și a fost cunoscut sub numele de FleetCenter și TD Banknorth Garden. Arena este situată chiar deasupra North Station a MBTA. Este cea mai mare arenă sportivă și de divertisment din New England, întrucât aproape 3,5 milioane de oameni vizitează arena în fiecare an.
TD Garden este arena pe care îți joacă meciurile pe teren propriu echipa de hochei pe gheață Boston Bruins din National Hockey League și Boston Celtics din National Basketball Association. Este deținut de conglomeratul de servicii alimentare și de ospitalitate Delaware North, al cărui președinte, Jeremy Jacobs, deține și echipa Bruins.